# 北村嘉行
北村 嘉行（きたむら よしゆき、1937年1月 - 2010年11月2日）は、経済地理学を専門とした日本の地理学者、東洋大学教授。主な研究テーマは、日本や中華人民共和国の工業地理学。

## 経歴
東京ないし長野県に生まれ、長野県で育つ。
1955年に東京学芸大学に入学し、1959年に教育学部初等教育学科を卒業した後、1960年に立正大学大学院に進み、1962年に文学研究科地理学専攻修士課程を修了して、東京都の公立高等学校教諭となり、東京都立世田谷工業高等学校で教鞭を執り、さらに1967年に東京都立荻窪高等学校に移った。
大学在学中から高校教員になってからも、板倉勝高、井出策夫、竹内淳彦らとともに、東京や京浜工業地帯の工業の研究に従い、上野和彦らとともに、東京学芸大学を拠点とする工業地理学の研究グループの中核を担った。
1975年に東洋大学文学部助教授に転じ、1983年に教授へ昇任した後、2000年に改組により、社会学部第一部社会学科教授となった。
この間、1979年には、「伊勢崎機業地域における出機地域の移動に関する研究」により、立正大学から文学博士を取得した。
2007年に東洋大学を定年退職して、名誉教授となった。

## おもな著書

### 単著
- 工芸産業の地域、原書房、2006年

### 編著
- 中国工業の地域変動、大明堂、2000年
- 中小工業の地理学、三恵社、2008年

### 共著
- （青木英一との共著）世界を読む、大明堂、1997年（改訂版、原書房、2005年）
- （石井實、井出策夫との共著）写真・工業地理学入門、大明堂、2002年

### 共編著
- （板倉勝高との共編著）地場産業の地域、大明堂、1980年
- （井出策夫、竹内淳彦との共編著）地方工業地域の展開、大明堂、1986年
- （寺阪昭信、富田和暁との共編著）情報化社会の地域構造、大明堂、1989年
- （竹内淳彦との共編著）東アジアの工業と経済開発、大明堂、1993年